# Chełm (gmina w guberni lubelskiej)
Chełm  (od 1874 Krzywiczki) – dawna gmina wiejska istniejąca w XIX wieku w guberni lubelskiej. Siedzibą władz gminy był Chełm, który nie wchodził w jej skład, tworząc odrębną gminę miejską.
Za Królestwa Polskiego gmina Chełm należała do powiatu chełmskiego w guberni lubelskiej.
Gmina została zniesiona w 1874 roku przez przemianowanie na gmina Krzywiczki.
Obecna gmina Chełm jest nowym tworem (od 1973) o zupełnie innych granicach, obejmując w przybliżeniu obszary dawnych gmin Krzywiczki (Chełm) i Staw.